# Мустафа Шаћири
Мустафа Шаћири (звани Шпејтим, 1967) је био командант сектора Југ у Ослободилачкој војсци Прешева, Медвеђе и Бујановца и један од најекстремнијих албанских терориста. Уједно је био и заменик команданта Главног штаба ОВПМБ Шефкета Муслијуа. Током рата на југу Србије скривио је погибију петнаестак својих и неколико владиних људи. 
Рођен је 25. марта 1967. године у селу Ораовици, општина Прешево. Био је један од иницијатора формирања ОВПМБ. Као истакнути члан ове организације, Шаћири је, поред спровођења активности усмерених на илегално наоружавање припадника ОВПМБ, истовремено учествовао у терористичким нападима на органе републичке безбедности на подручју општине Прешево.
Октобра 2000. године именован је за команданта 113. бригаде Емин Фејзулаху која је била лоцирана на подручју Прешева, руководећи оружаним акцијама против припадника МУП - а Републике Србије и Војске Југославије, све до маја 2001. године. Учествовао је у преговорима са српским представницима власти о решавању кризе током пролећа 2001. године. 
Са својим терористима је извршио напад на село Ораовицу 12. маја 2001. и наставио са нападима на снаге безбедности око Ораовице до 14. маја, када се током антитерористичке акције српских снага повукао из села преко планине Карадак у правцу села Мађере. Током те борбе погинуо је његов брат од стрица. Заједно са Шефкетом Муслијуом и Ридваном Ћазимијем је 21. маја потписао у Кончуљу изјаву о демилитаризацији ОВПМБ. Након сукоба, Шпејтим (Брзи) одлази у Гњилане где је почео да ради у фабрици сокова. Уз Мухамеда Џемајлија последњи је албански командант који је добио амнестију од државе за тероризам.
Након демилитаризације ОВПМБ, за потребе припадника ОНА, организовао је пребацивање дела наоружања на територију Републике Македоније у лето 2001. 
године.